# Francis Honeycutt
Francis Webster Honeycutt (26. maj 1883 – 21. september 1940) var en amerikansk fægter som deltog i OL 1920 i Antwerpen.
Honeycutt vandt en bronzemedalje i fægtning under OL 1920 i Antwerpen.
Han var med på det amerikanske hold som kom på en tredjeplads i holdkonkurrencen i fleuret.